# Censo argentino de 1869
Del 15 al 18 de septiembre de 1869, bajo la presidencia de Domingo Faustino Sarmiento, se realizó el primer censo de población en la República Argentina.
Valga aclarar que hubo una porción de la población que no fue censada sino estimada. La población de Formosa, La Rioja (excepto la Colonia Galesa), Formosa, La Pampa, Misiones, Neuquén, Río Negro, Santa Cruz y Tierra del Fuego, así como gran parte de lo que hoy es el interior bonaerense, no podía ser censada dado que todos esos territorios no se encontraban bajo control efectivo del Estado nacional. Además, en ese entonces y hasta 1880, la hoy Ciudad Autónoma de Buenos Aires/Capital Federal era parte de la Provincia de Buenos Aires. A su vez, la Provincia de Buenos Aires no tenía las fronteras actuales, ya que parte de su territorio no estaba bajo dominio efectivo y estos territorios se contaron estimaron en el apartado "La Pampa", como región y no como provincia, ya que tal provincia apareceria con tal nombre muchas décadas más tarde.
A continuación se detalla en orden descendente la cantidad de habitantes del país.
| Provincia                   | Población |
| --------------------------- | --------- |
| Buenos Aires Provincia      | 307 761   |
| Ciudad de Buenos Aires      | 187 346   |
| Córdoba                     | 210 508   |
| Entre Ríos                  | 134 271   |
| Santiago del Estero         | 132 898   |
| Corrientes                  | 129 023   |
| Tucumán                     | 108 953   |
| Santa Fe                    | 89 117    |
| Salta                       | 88 933    |
| Catamarca                   | 79 962    |
| Mendoza                     | 65 413    |
| San Juan                    | 60 319    |
| San Luis                    | 53 294    |
| Jujuy                       | 49 379    |
| La Rioja                    | 48 746    |
| Chaco                       | 45 291    |
| Patagonia                   | 24 000    |
| La Pampa                    | 21 000    |
| Misiones                    | 3000      |
| Ejército en Paraguay        | 6276      |
| Argentinos en el extranjero | 32 000    |
| Total de población en 1869  | 1 877 490 |

1. ↑  El territorio provincial bajo dominio efectivo conquistado en ese entonces, que no corresponde con el mapa actual.
2. ↑  Hasta 1880 fue parte de la Provincia de Buenos Aires.
3. ↑  En ese entonces, parte de la actual Provincia de Buenos Aires no estaba aún bajo dominio efectivo, por ser territorio indígena, así que se estimó su población en el término "La Pampa", entendiéndola como región pampeana y no como el futuro Territorio Nacional de La Pampa ni como la hoy Provincia de La Pampa. Ese territorio y provincia estaban a décadas de existir como tal. En conclusión, el número incluye tanto a la actual Provincia de La Pampa como a la porción de la Provincia de Buenos Aires que aún no se había dominado.

### Ciudades con mayor población
Esta fueron las ciudades más pobladas en 1869.
1. Buenos Aires (187 347 hab.)
2. Córdoba (34 458 hab.)
3. Rosario (23 169 hab.)
4. San Miguel de Tucumán (17 438 hab.)
5. Mendoza (8 124 hab.)